# Cryptachaea isana
Cryptachaea isana là một loài nhện trong họ Theridiidae.
Loài này thuộc chi Cryptachaea. Cryptachaea isana được Herbert Walter Levi miêu tả năm 1963.